# 渡辺祐介
- 渡邊祐介
- 渡邉祐介

渡辺 祐介（わたなべ ゆうすけ、1927年7月17日 - 1985年10月15日）は、日本の映画監督である。

## 経歴
1927年（昭和2年）7月17日、東京都蒲田に生まれる。東京都立第八中学校（現：東京都立小山台高等学校）を経て、静岡高等学校に入学。一級下の吉行淳之介らと同人雑誌『くたかけ』を発刊し、最初のシナリオを発表する。東京大学文学部美術科に進み、1951年卒業。在学中の1950年、新東宝助監督部に入社。助監督として中川信夫、佐伯幸三、斎藤寅次郎、市川崑、松林宗恵らにつく。1960年、『少女妻・恐るべき十六才』で監督デビュー。翌1961年、東映東京撮影所に移籍。『二匹の牝犬』『悪女』『牝』といった緑魔子主演の"悪女"シリーズを手掛ける。1968年、フリーとなり、ザ・ドリフターズの"全員集合!!"シリーズをヒットさせる。ドリフ映画は松竹だけでなく東宝でも2本（しかもうち1本は東京映画）手がけている。デビュー以来18年間劇場映画の仕事が途切れなかったが、並行してテレビにも進出し、『孤独の賭け』『鬼平犯科帳』を演出する。

## 主なフィルモグラフィ

### 映画
- 少女妻・恐るべき十六才（1960年、新東宝）
- 契約結婚（1961年、新東宝）
- 桃色の超特急（1961年、新東宝）
- 次郎長社長と石松社員・威風堂々（1962年、東映）
- がんこ親父と江戸っ子社員（1962年、東映）
- カレーライス（1962年、東映）
- 九ちゃんの大当りさかさま仁義（1963年、東映）
- 海道一の鬼紳士（1963年、東映）※『東海一の鬼紳士』とも[3][4][5]
- 恐喝（1963年、東映）
- 二匹の牝犬（1964年、東映）
- 悪女（1964年、東映）
- 牝（1964年、東映）
- 黒い猫（1965年、東映）
- 暗黒街仁義（1965年、東映）
- 無頼漢仁義（1965年、東映）
- あばずれ（1966年、東映）
- 悪童（1966年、東映）
- 五泊六日（1966年、池部プロ）
- 男なんてなにさ（1967年、東映）
- ザ・ドリフターズの映画シリーズ
  - なにはなくとも全員集合!!（1967年、芸映プロ）
  - やればやれるぜ全員集合!!（1968年、松竹）
  - ドリフターズですよ!盗って盗って盗りまくれ（1968年、東京映画/渡辺プロ）
  - ドリフターズですよ!特訓特訓また特訓（1969年、東宝/渡辺プロ）
  - いい湯だな全員集合!!（1969年、芸映プロ）
  - ミヨちゃんのためなら全員集合!!（1969年、松竹）
  - ズンドコズンドコ全員集合!!（1970年、松竹）
  - 誰かさんと誰かさんが全員集合!!（1970年、松竹）
  - ツンツン節だよ全員集合!!（1971年、松竹）
  - 春だドリフだ全員集合!!（1971年、松竹）
  - 祭りだお化けだ全員集合!!（1972年、松竹）
  - 舞妓はんだよ全員集合!!（1972年、松竹）
  - チョットだけョ全員集合!!（1973年、松竹）
  - 大事件だよ全員集合!!（1973年、松竹）
  - 超能力だよ全員集合!!（1974年、松竹/渡辺プロ）
  - ザ・ドリフターズの極楽はどこだ!!（1974年、松竹/渡辺プロ）
- 喜劇 爬虫類（1968年、松竹）
- 日本ゲリラ時代（1968年、松竹）
- 喜劇 深夜族（1969年、松竹）
- たぬき坊主（1970年、松竹）
- 喜劇 ギャンブル必勝法（1970年、東映）
- 冠婚葬祭入門・新婚心得の巻 !!（1971年、松竹）
- 喜劇 大泥棒（1971年、松竹）
- 喜劇 トルコ風呂王将戦（1971年、東映）
- 喜劇 夜光族（1971年、松竹）
- ポルノギャンブル喜劇・大穴中穴へその穴（1972年、東映）
- 黒の奔流（1972年、松竹）
- 必殺シリーズ
  - 必殺仕掛人（1973年、松竹）
  - 必殺仕掛人 梅安蟻地獄（1973年、松竹）
- にっぽん美女物語（1974年、松竹/田辺エージェンシー）
- にっぽん美女物語・女の中の女（1975年、松竹/田辺エージェンシー）
- やさぐれ刑事（1976年、松竹）
- 反逆の旅（1976年、松竹）
- 美女放浪記（1977年、松竹/田辺エージェンシー）
- 新宿馬鹿物語（1977年、松竹）
- 刑事物語（1982年、キネマ旬報社）
- 三等高校生（1982年、東宝映画/ジャニーズ事務所）
- 刑事物語 くろしおの詩（1985年、キネマ旬報社）
- 俺たちの行進曲（1985年）※劇場未公開

### テレビドラマ
- 孤独の賭け（1963年〜1964年）
- 泣いてたまるか（1966年）
- マコ!愛してるゥ（1967年）
- ドカンと一発!（1968年〜1969年）
- 黒部の太陽（1969年）
- 笑ってよいしょ（1969年）
- 鬼平犯科帳（1969年〜1970年）
- 赤城の子守唄（1973年）
- 浮世絵 女ねずみ小僧（1974年）
- 子連れ狼（1974年）
- 必殺シリーズ
  - 暗闇仕留人（1974年）
  - 必殺仕置屋稼業（1975年〜1976年）
  - 必殺からくり人・血風編（1976年）
  - 必殺仕業人（1976年）
  - 江戸プロフェッショナル・必殺商売人（1978年）
- 長崎犯科帳（1975年）
- 鬼平犯科帳（1975年）
- はぐれ刑事（1975年）
- 江戸の旋風（1975年）
- 泣かせるあいつ（1976年）
- 白い秘密（1976年｜1977年）
- ご存知!女ねずみ小僧（1977年）
- 破れ新九郎（1978年〜1979年）
- 横溝正史シリーズII・黒猫亭事件（1978年）
- 江戸の鷹 御用部屋犯科帖（1978年）
- 西遊記（1978年〜1979年）
- 女弁護士 朝吹里矢子 囁く手首の謎（1979年）
- 迷探偵コンビは死なず！幽霊湖の花嫁（1979年）
- 松本清張の聞かなかった場所（1979年）
- 87分署シリーズ・裸の街（1980年）
- 天皇の料理番（1980年）
- 旅がらす事件帖（1980年）
- 加山雄三のブラック・ジャック（1981年）
- 女弁護士 朝吹里矢子 華やかな狙撃者（1981年）
- 時代劇スペシャル 牢獄の花嫁（1981年）
- 時代劇スペシャル 岡っ引どぶ（1981年）
- 江戸の用心棒（1981年）
- 松本清張の地方紙を買う女（1981年）
- 時代劇スペシャル 岡っ引どぶ 京洛殺人事件（1982年）
- 時代劇スペシャル 岡っ引どぶ　流人島殺人事件（1982年）
- ザ・サスペンス 夜の誘惑者・避暑地の恐怖　金髪美女を狙う吸血の牙（1982年）
- 時代劇スペシャル 岡っ引どぶ 風車殺人事件（1983年）
- 名無しの探偵 愛の失踪（1982年）
- 死者の木霊（1982年）
- 松本清張の危険な斜面（1982年）
- 女検事・霞夕子 予期せぬ殺人（1985年）
- 土曜ワイド劇場 孤独の密葬（1985年）